# جان ژوبرت
جان ژوبرت با نام کامل جان جوزف ژوبرت یکی از قاتلان زنجیره ای ایالات متحده آمریکا بود که به قتل سه پسر در ایالت‌های مین و نبراسکا محکوم شد.

## دوران کودکی
او در خانواده ای با روابط متشنج رشد کرد. به‌طوری که پدر و مادرش در سن ۸ سالگی از یکدیگر جدا شدند. جان با اینکه ضریب هوشی بالایی داشت اما به دلیل سختگیری‌های مادرش نتوانست آن را شکوفا کند. رفتار افراطی و سختگیری‌های مادرش سبب شد تا وی به‌طور کامل از دیدن پدر و دوستانش محروم شود.
نخستین علائم سادیسم وی زمانی آشکار شد که جان پس از کتک زدن یکی از همکلاسی‌های دخترش، سر او را در آب فرو برد. پس از این اتفاق روانپزشکان نشانه‌های سادیسم را در او یافتند.
در سال ۱۹۷۱ با تغییر محل زندگی اش دچار مشکلات روحی شدیدتری شد، به طوری که با اشخاصی که مخالف نظرش بودند درگیر شده و آن‌ها را کتک می‌زد.
زمانی که جان ۱۲ ساله شد به دلیل تغییر شغل مادرش آن‌ها مجبور شدند در سال ۱۹۷۴ به پورتلند نقل مکان کنند. درگیری‌های او در این سن حساس بیشتر شد و بعداً در اعترافاتش بیان کرد که برای اولین بار تمایلات همجنسگرایانه اش بروز پیدا کرده‌است.
در سن ۱۳ سالگی برای اولین بار یکی از همکلاسی‌هایش را با مداد و دیگری را با تیغ مجروح کرد. چند ماه بعد با یک دختر و یک پسر درگیر شد و گردن هر دوی آن‌ها برای مدتی فشار داد. این اتفاق تا حدی وحشتناک بود که کودکان تا مرز خفگی پیش رفتند.

## قتل‌ها

### قتل اول
در ۲۲ اوت ۱۹۸۲ ریچی ۱۱ ساله که همراه خانواده به جنگل رفته بود، مدتی از آن‌ها جدا شد تا به تنهایی به تفریح بپردازد. در این هنگام جان ژوبرت پس از حمله‌ور شدن به او نقاط مختلفی از بدنش را با دندان گاز گرفت و پس از اینکه او را به قتل رساند گریخت. تلاش پلیس برای دستگیری قاتل به نتیجه ای مطلوب نرسید و تنها یک نفر در این پرونده دستگیر شد. پزشکی قانونی پس از بررسی محل گاز گرفتگی با دندان‌های این شخص او را آزاد کردند.

### قتل دوم
۲ دسامبر ۱۹۸۳ شاهدان با اداره پلیس تماس گرفتند و گفتند شخصی را دیده‌اند که با تهدید پسر نوجوانی را ربوده‌است. پلیس پس از دریافت مشخصات رباینده وارد عمل شد و یک تیم را عازم محل کرد. جان پس از کشتن پسر نوجوان به وسیله ضربات چاقو، جسدش را رها کرد و از آن جا گریخت. یک گشتی پلیس وی را از رکی پیراهنش شناخت و به تعقیب او پرداخت اما جان پس از مدتی موفق به فرار شد و از دست مأموران گریخت.

### قتل سوم
در ۱۸ سپتامبر ۱۹۸۳ جسد دنی جو ۱۳ ساله که مشغول رساندن روزنامه و مجلات به آدرس‌های مورد نظر بود در جاده‌های اطراف شهر پیدا شد. تنها سرنخ پلیس این بود که این پسر نوجوان توانسته بود به سه آدرس از ۷۰ آدرس روزنامه تحویل دهد. در آدرس شماره ۴ همه وسایلش روی زمین کشف شده بود. جان پس از دستگیری اعتراف کرد که چاقوی خود را روی گردن پسر قرار داده و او را به داخل خودرو کشانده‌است.

### قتلی دیگر
جسد پسر بچه ای کنار دوچرخه اش در حالی پیدا شد که از ناحیه دست و پا مورد شدیدترین ضربات قرار گرفته بود. نتیجه پزشکی قانونی حکایت از شکنجه طولانی مدت روی جسد می‌داد. ژوبرت هرگز این این قتل را نپذیرفت و دادگاه وی را از انجامش تبرئه کرد

## تلاش برای دستگیری
با روی دادن قتل چهارم فشار مطبوعات محلی روی پلیس زیاد شد. به طوری که روزنامه‌ها در هر شماره از کم و کیف قتل‌ها سخن می‌گفتند. این پیگیری‌ها باعث شد تا پلیس شخص را که به تازگی از زندان آزاد شده بود دستگیر کند. بازجویی‌ها و تحقیقات به جایی نرسید و به دلیل فقدان و شواهد و مدارک کافی آزاد شد.
در تلاشی دیگر از سمت پلیس همه سفید پوستان سابقه داری که به جرم کودک آزاری در زندان بودند و اکنون آزاد شده بودند دستگیر شدند. این تلاش هم به جایی نرسید چرا که هیچ شواهد معتبری وجود نداشت.

## دستگیری
در سال ۱۹۸۴ یک معلم ادعا کرد که قاتل را سوار بر یک خودرو دیده‌است. آن معلم گفته بود زمانی که مشغول یادداشت پلاک خودرو شده بوه، توسط راننده تهدید به مرگ شده‌است. این سرنخ سبب شد تا اطلاعات صاحبان تمامی خودروها مذکور روی میز کاراگاهان قرار بگیرد.
سرانجام پس از بازرسی منزل جان ژوبرت دسته ای طناب پیدا شد که در بررسی‌ها مشخص شد متعلق بهنیروهای مسلح ایالات متحده آمریکا می‌باشد. این اتفاق سبب شد تا یک کاراگاه اهل ایالت مین شباهت‌هایی میان چندین قتل پیدا کند.
جورج در بازجویی‌ها اعتراف کرد که برای از بین بردن تحقیقات پلیس، مدتی به ارتش پیوسته و به ایالت مین نقل مکان کرده‌است. او ارتکاب سه قتل را پذیرفت و در مورد طناب‌ها گفت که آن‌ها را از خوابگاه ارتش آورده‌است.
تلاش‌های زیادی صورت گرفت تا همه قتل‌های دو ایالت را به گردن جان ژوبرت بیندازند اما او به قتل سه پسربچه اعتراف کرد.

## تجدید نظر
جان در دادگاه هیچ‌کدام از اتهامات را نپذیرفت اما پس از آشکار شدن شواهدی جدید در سال ۱۹۸۵ به قتل درجه یک محکوم شد. تلاش وکیلش باعث شد تا دادگاه او را به دلیل ابتلا به اسکیزوفرنی و سادیسم به زندانی در مین بفرستند که از اجرای حکم اعدام خودداری می‌کرد.
پس از چند سال محکومیت در زندان، تیمی با تطبیق دندان‌های جان ژوبرت و زخم‌های یکی از مقتولان؛ وی را با پرونده ای سنگین راهی دادگاه کردند. پس از بررسی شواهد موجود حکم اعدام با صندلی الکتریکی برای جان صادر شد.

## اعدام
جان در ۱۷ ژوئیه ۱۹۹۶ توسط دولت نبراسکا به وسیله صندلی الکتریکی اعدام شد. او دومین شخصی بود که پس از لغو حکم اعدام در سال ۱۹۸۳ در این ایالت با صندلی الکتریکی اعدام شد.
چند روز قبل از اجرای حکم عده ای از نزدیکانش با ایجاد موجی سعی در لغو حکم داشتند اما این تلاش آن‌ها اثری نداشت